# 크로이던

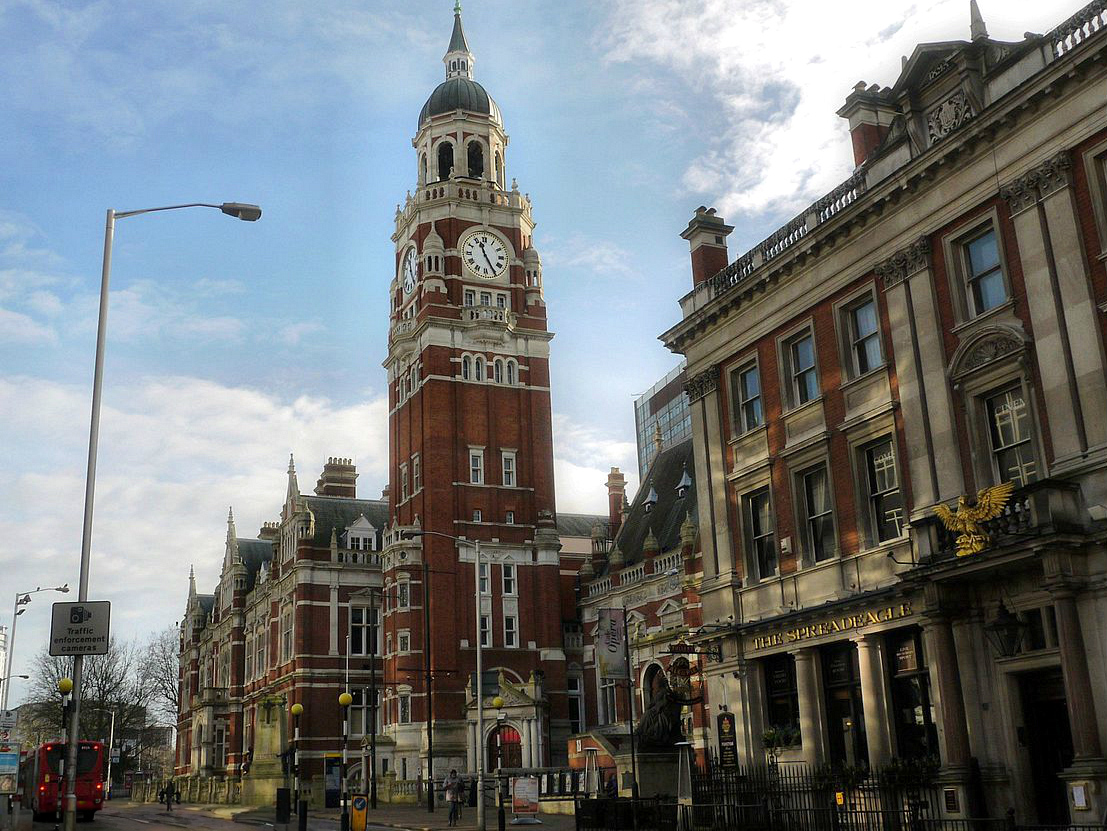
크로이던 시계탑과 거리의 모습

크로이던(Croydon)은 잉글랜드 런던 크로이던구에 위치한 지역이다. 그레이터 런던(Greater London)의 지방 정부 구역인 런던 크로이든 자치구(London Borough of Croydon)의 일부인 이곳은 광범위한 쇼핑 지구가 있는 그레이터 런던(Greater London)에서 가장 큰 상업 지구 중 하나이다. 2011년 현재 도시 전체의 인구는 192,064명이며, 더 넓은 자치구의 인구는 384,837명이다.
역사적으로 노르만인이 영국을 정복할 당시 서리의 월링턴 백지에 있는 고대 교구에는 1086년 돔스데이 북(Domesday Book)에 기록된 바와 같이 교회와 방앗간, 약 365명의 주민이 있었다. 시장 마을이자 숯 생산, 가죽 태닝 및 양조의 중심지이다. 크로이던에서 원즈워스(Wandsworth)까지의 서리 아이언 철도(Surrey Iron Railway)는 1803년에 개통되었으며 초기 공공 철도였다. 19세기 후반 철도 건설은 크로이던이 런던 통근 도시로 성장하는 데 도움이 되었다. 20세기 초까지 크로이던은 자동차 제조, 금속 가공, 크로이던 공항으로 유명한 중요한 산업 지역이었다. 20세기 중반에 이러한 부문은 소매업과 서비스 경제로 대체되었으며, 이는 사무실 블록과 2008년까지 그레이터 런던에서 가장 큰 쇼핑 센터인 휘트기프트 센터(Whitgift Centre)의 증가를 보인 대규모 재개발로 인해 발생했다. 역사적으로 이 도시는 서리 카운티, 1889년부터 1965년 사이에는 카운티 자치구였으나 1965년에 그레이터 런던으로 합병되었다.
크로이던은 런던 중심부와 잉글랜드 남부 해안 사이의 교통 통로에 위치해 있다. 이스트 크로이든(East Croydon) 기차역은 국영 철도 시스템의 허브로, 런던 중심부, 브라이튼 및 남부 해안까지 고속 열차가 자주 운행된다. 이 마을은 잉글랜드 남부의 유일한 트램웨이 시스템의 중심이기도 하다.

## 저명한 출신
- 페기 애시크로프트: 배우
- 레이먼드 챈들러: 작가
- 칼턴 콜: 축구선수
- 벤 헤이나우: 팝 가수
- 로이 호지슨: 경영인
- 톰 홀랜드 (배우)
- D. H. 로런스: 소설가
- 데이비드 린: 영화감독
- 커스티 맥콜: 싱어송라이터
- 케이티 멜루아: 음악가
- 케이트 모스: 모델
- 제이슨 펀천: 축구선수
- 에밀 스미스 로: 축구선수
- 댄 스티븐스: 배우
- 에런 완비사카: 축구선수
- 에이미 와인하우스: 가수
- 에드워드 우드워드: 배우
- 윌프리드 자하: 축구선수